# Loch Loudon
Der Loch Loudon ist heute als ehemaliger Stausee Teil des Lake Mahinerangi und befindet sich in der Region Otago auf der Südinsel von Neuseeland.

## Geographie
Der See befindet sich am südöstlichen Ende des Lake Mahinerangi. Mit einer ungefähren Fläche von rund 26 Hektar erstreckt sich die Wasserfläche des verzweigten Sees über eine Länge von rund 1,5 km. An der breitesten Stelle misst der See rund 240 m.

## Geschichte
Der ehemalige Staudamm des Loch Loudon wurde 1909 fertig gestellt. Zusammen mit dem ehemaligen Staudamm des Loch Luella, der 1911 in Auftrag gegeben wurde, verfügten sie 1914 gemeinsam über eine Kapazität von 6 Megawatt zur Stromerzeugung.
Beide Stauseen waren bis 1946 in Betrieb und wurde schließlich mit dem Lake Mahinerangi vereint, als dieser mit einer Staudammerhöhung auf seinen heutigen Seelevel die beiden Stauseen Loch Loudon und Loch Luella miteinschließen konnte.